# نراد فریزر
نراد فریزر (نام علمی: Abies fraseri) نام یک گونه از سرده نراد است.